# Průlom

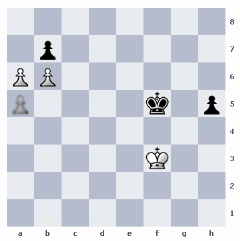
Oběť pěšce a za účelem vytvoření volného, vítězného pěšce b

Pojmem průlom se zpravidla označuje prolomení (překonání) soupeřovy formace pěšců. Jeho největší využití je v koncovkách, nebo při „otvírání“ centra obsazeného pěšci. V přeneseném významu se pojem průlom používá pro označení zásadního pokroku v jednání, např. politickém.

## Příklad
Na obrázku vpravo vidíte oběť pěšce. Pokud ji černý přijme, tak jeho „obrana“ bude prolomena a bílý bude pěšcem b pokračovat do proměny, která znamená vítězství. Pokud ji černý nepřijme a bude se snažit dostat svým pěšcem do dámy, vzniknou následující tahy — 1. a6 h4 2. a×b7 h3 3. b8(D) h2 4. Dh8 — a černý může proměnit pouze s okamžitým sebráním proměněné figury.